# Харіш Сальв
Харіш Сальв — старший адвокат у Верховному суді Індії, працював генеральним адвокатом Індії з 1 листопада 1999 року по 3 листопада 2002 року. Він вів справу Кульбхушана Джадгава в Міжнародному суді. 16 січня 2020 року Сальва призначили королівським адвокатом у судах Англії та Уельсу.

## Походження та сім'я
Харіш Сальв народився в сім'ї маратхі. Його батько, Н. К. П. Сальв ― дипломований бухгалтер і видатний політик Індійського національного конгресу. Мати, Амбріті Сальв― лікар. Дідусь П. К. Сальв ― успішний адвокат у кримінальних справах, а його прадід (батько П. К. Сальв) ― мунсіф (суддя, який розбирає дрібні цивільні справи). Сальв, який є християнином, виріс у багаторелігійній сім'ї з ліберальним секуляризмом.

## Особисте життя
Протягом 38 років був одружений з Мінакші Сальв. Зараз Харіш Сальв живе і працює в Лондоні. 28 жовтня 2020 р. Сальв одружився з Керолайн Броссард, художницею з Лондона. вони познайомилася на мистецькому заході у 2019 році. Мабуть, любов до музики та мистецтва сприяла тісним стосункам між ними. У Керолайн Броссард є 18-річна дочка від попереднього шлюбу.

## Освіта
Харіш Сальв навчався в середній школі Св. Френсіса Де'Сейлза, Нагпур, штат Махараштра. Згодом закінчив ICAI (диплом бухгалтера) та отримав LLB в університеті у місті Нагпура.  47-й Верховний суддя Індії Шарад Арвінд Бобде був його однокласником у школі. До того, як стати юристом, Сальве займався бухгалтерським обліком у сфері оподаткування. Свою юридичну кар'єру він розпочав стажуванням у 1980 році в «J.B. Dadachandji & Co». Сальв ― піаніст і любитель джазової музики.

## Кар'єра
Свою юридичну кар'єру він розпочав у 1980 році в «J. B. Dadachandji & Co», спочатку стажером, а згодом штатним юристом. У цей час він допомагав Палхівалі у справі Мінерва Міллз (цитування справи: AIR 1980 SC 1789). Пізніше Сальв був призначений Високим судом Делі на посаду старшого юрисконсульта. Коли його перший термін перебування на цій посаді закінчився в листопаді 2002 року, він відмовився бути номінованим на другий трирічний термін через «особисті причини». Пізніше Сальв пояснив, що дружина була незадоволена тим, що він приносив роботу додому.
Верховним Судом Сальв був призначений Amicus Curiae(«друг суду») у деяких справах, в основному стосовно збереження навколишнього середовища. Однак у 2011 році він відмовився від цієї посади під час слухань щодо незаконних видобувань на  підставі того, що раніше виступав перед сторонами.

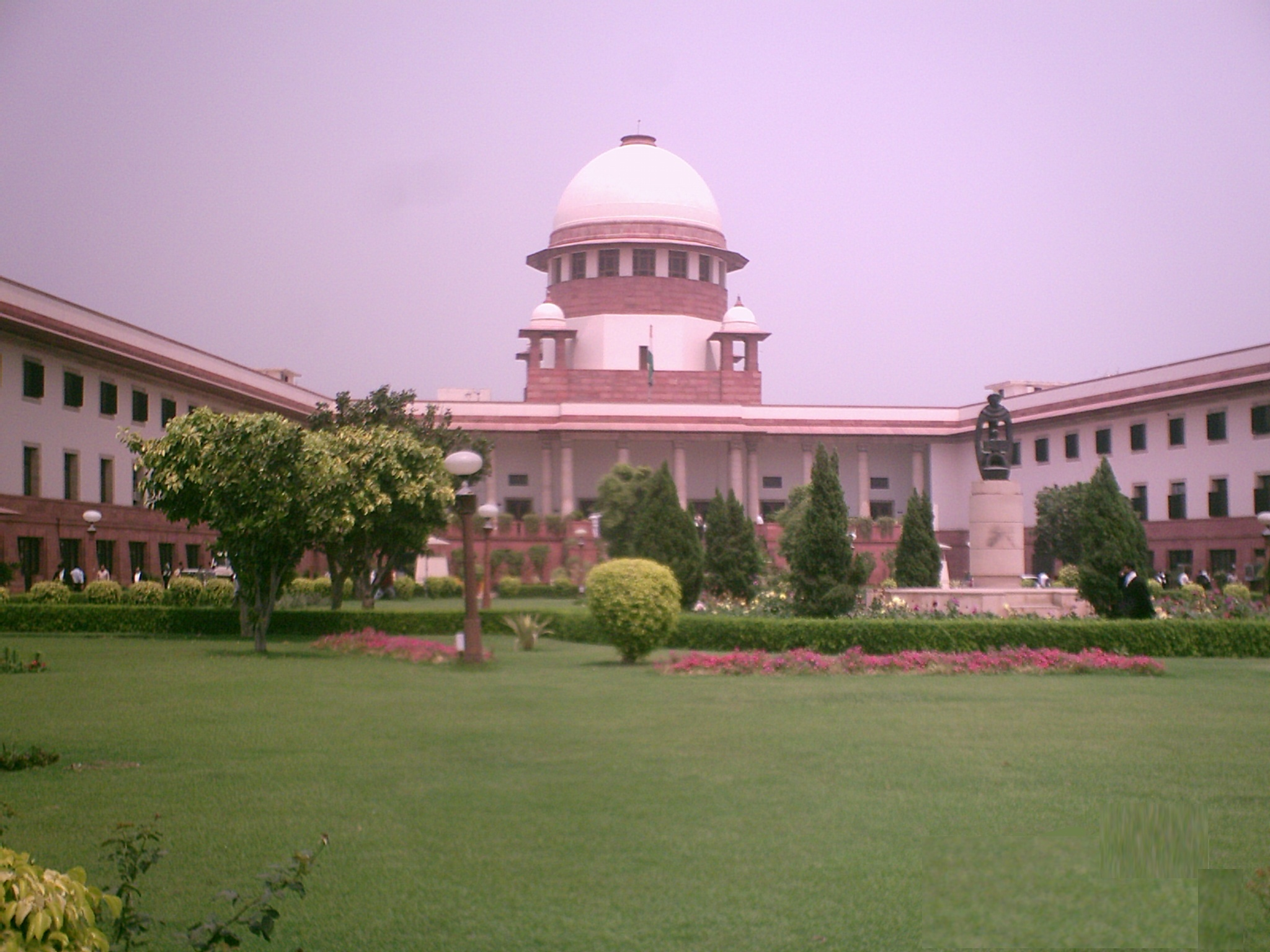
Будівля Верховного суду

У 2013 році Сальве був прийнятий до англійської колегії адвокатів, а згодом приєднався до палати Блекстоун.

## Основні справи та клієнти
Харіш Сальв вів першу антидемпінгову справу у Верховному суді Індії. Він часто представляв великі корпорації, таку як «Reliance Industries Limited», виступив у справі про газові суперечки щодо басейну Крішни Годаварі проти Аніла Амбані «Reliance Natural Resources Limited». Серед інших клієнтів — «Tata Group», «ITC Limited», представляючи їх з різних питань.
Сальв представляв Vodafone у його суперечці з урядом Індії у розмірі 2,5 мільярда доларів. Спочатку він програв справу у Високому суді Бомбея, але згодом виграв її у Верховному суді. Для цього йому довелось тимчасово перенести свій офіс до Лондона, щоб зосередитись виключно на цій справі. Сальв критикував уряд Індії за те, що він прийняв ретроспективне роз'яснення до закону про податок на прибуток у Союзному бюджеті на 2012 рік, який скасував рішення Верховного суду.
У 2015 році він взявся за гучну справу актора Салмана Хана. Раніше актор був засуджений до п'яти років тюрми за нещасний випадок, який стався у 2002 році, в результаті якого один чоловік загинув, а четверо інших постраждали. Старший адвокат Аміт Десай, перебуваючи в Мумбаї, на короткий час замінив Сальв в процесі Салман Хана. Врешті-решт Бомбейський високий суд призупинив рішення сесійного суду і 10 грудня 2015 року виправдав Салмана Хана за всіма звинуваченнями у справі 2002 року про збиття та вбивство.
У травні 2017 року він представляв Індію перед Міжнародним судом у справі Кульбхушан Джадхав. Пакистанський військовий суд за звинуваченням у шпигунстві засудив Джадхава до смертної кари. Завдяки його зусиллям Міжнародний суд наказав тимчасово зупинити страту Джадгава до оголошення остаточного вироку. У цьому випадку він стягнув лише ₹ 1 (INR) судового збору. Журнал India Today поставив його 43-м у списку 50 наймогутніших людей Індії 2017 року.